# Juan González
Juan Josep González Fuentes (nascido em 21 de setembro de 1972) é um ex-ciclista andorrano.

## Olimpíadas
Participou, representando Andorra, dos Jogos Olímpicos de Verão de 1992 na modalidade do ciclismo de estrada, não completando a corrida.